# مسلم الحسيني الحلي
آية الله السيد مسلم بن العلامة السيد حمود العزام الحسيني الحلّي آل العالم هو من البارزين من علماء الحوزة العلميّة في مدينة النجف وأستاذ بحث الخارج فيها. ولد في مدينة الحلة مركز محافظة بابل في العراق عام 1916م وتوفى فيها عام 1981م. درس العلوم الدينيّة في النجف على يد فطاحل علماء الدين آنذاك أمثال : أغا ضياء الدين العراقي والشيخ محمد حسين كاشف الغطاء والسيد أبو الحسن الموسوي الأصفهاني والشيخ محمد جواد البلاغي والشيخ محمد حسين الأصفهاني والسيد حسين الحمامي والشيخ مرتضى الطالقاني والسيد محسن الحكيم والشيخ حسين الحلي وغيرهم.
نال درجة الاجتهاد وعيّن مدرّسا في مدرسة محمد حسين كاشف الغطاء بعد أن أنتقل إلى مدينة الكاظمية منتدبا من قبل آية الله السيد أبو الحسن الأصفهاني من أجل التدريس فيها. استقر في بغداد وأسس جمعية المقاصد الخيرية الإسلامية فيها. رفض منصب القضاء الأعلى بعد أن كلّفه بذلك عبد الوهاب مرجان رئيس وزراء العراق في العهد الملكي وآثر البقاء في الحوزة العلمية والتدريس فيها. بعد وفاة والده العلامة السيد حمود السيد الناصر آل العالم عاد إلى مدينة الحلة وجمع بين التدريس فيها وأعطاء دروس بحث الخارج في مدينة النجف. ألف العديد من الكتب الدينيّة التي طبع بعضها وظل القسم الآخر مخطوطا. إضافة إلى التدريس وتأليف الكتب الدينيّة فقد نبغ في الأدب والشعر وقد طبع له ديوانا شعريّا امتازت قصائده بالمديح لـ «آل البيت».
درس على يده الكثيرون من علماء الدين الأعلام أمثال : آية الله بشير النجفي وآية الله الشيخ علي الغروي وآية الله السيد علاء الدين الغريفي وآية الله السيد كمال الحيدري وآية الله الشيخ محمد اليعقوبي وآية الله الشيخ محمد علي العمري - من أبرز علماء المدينة المنورة- والعلامة الشيخ جواد الخالصي - أمين عام الحركة الإسلامية في العراق- والقاضي محمد اللويم - الإحساء- والخطيب السيد حسن الكشميري والشيخ عبد الأمير الجمري - عضو البرلمان البحراني- وولده رجل الدين السيد عزيز الحسيني الحلي والسيد محمد علي رجائي- رئيس جمهورية إيران الإسلامية سابقا- وغيرهم الكثير. كما درس على يده لفيف من أساتذة الجامعات والمثقفين أمثال : الأستاذ الدكتور عبد الجبار الرفاعي والسفير الدكتور السيد علاء الجوادي الموسوي والدكتور السيد علي الحسيني والدكتور بهاء الوكيل والدكتور محمود الربيعي والدكتور محمد طه السلامي والأستاذ شفيق الكمالي- وزير سابق- وغيرهم.
السيد مسلم هو والد عالم البايولوجيا العراقي الكاتب السياسي والأستاذ الجامعي الدكتور محمد مسلم الحسيني وأخ العلامة السيد هادي الحسيني- إمام مسجد القطانة- في مدينة الحلة. وابن عم كلّ من عالم الآثار المعروف الأستاذ طه باقر وعضو البرلمان في العهد الملكي شاعر ثورة العشرين السيد محمد باقر الحلي.
كان السيد مسلم الحلي من قادة علماء الدين الداعين إلى الوحدة الإسلامية بين المذاهب الإسلامية المتعددة ويعمل ضمن حلقة قيادية سميّت بـ (جماعة التقريب بين المذاهب الإسلامية) تضم خيرة العلماء والمفكرين العرب أمثال : شيخ الأزهر محمود شلتوت والشيخ محمد تقي القمّي والشيخ محمد حسين كاشف الغطاء والشيخ محمد رضا الشبيبي ومحمد جواد مغنية وعباس محمود العقاد والشيخ حسن البنا والحاج أمين الحسيني والسيد صدر الدين الصدر والشيخ الآلوسي وغيرهم. كما ساهم في نشر هذا الوعي الإسلامي الوحدوي بين الناس من خلال كتاباته الكثيرة في هذا المنوال ومن خلال خطبه ومشاركاته الفاعلة في نشر ثقافة الوحدة ونبذ الخلافات.

## مؤلفاته

### مؤلفاته المنشورة
- الميزان الصحيح. طبع في مدينة النجف عام 1946م.
- القرآن والعقيدة. أعيد طبعه في مدينة قم عام 2002م وفي عام 2004م.تقديم الدكتور محمد طه السلامي وتحقيق الأستاذ فارس حسون كريم.
- نظرة في المادة أو مناظرة مع الماديين. طبع في دار الأرقم للطباعة في مدينة الحلة عام 2007م
- العلم والعقيدة. نشرته دار الفرات عام 2010م حققه وعلّق عليه الدكتور فارس عزيز.
- الأصول الاعتقادية في الإسلام. أعيد طبعه عام 2009م بواسطة دار الصادق للنشر.
- مراتب اليقين عند علماء الأخلاق. مجموعة من المقالات نشرتها مجلة الغري الصادرة في مدينة النجف.
- الزكاة. نشرته جمعية المقاصد الإسلامية عام 1951م في بغداد.
- الصوم. يقع في جزئين نشرته جمعية المقاصد الإسلامية في بغداد.
- ديوان شعر. جمعه وعلّق عليه الأستاذ أحمد هادي زيدان وقد نشر بواسطة دار الصادق للنشر والتوزيع عام 2008م.
- الإسلام دين الوحدة. العدد الرابع من مجلة «رسالة الإسلام».

### كتب ومخطوطات تحت التحقيق والطبع
- بلوغ الغاية في شرح الكفاية. يقوم بتحقيقه رجل الدين السيد علاء الحسيني الحلي.
- بحث في الرضاع. يقوم بتحقيقه نخبة من علماء الدين في النجف.
- الطرائف العلمية والظرائف الأدبية.
- المسائل في شرح الرسائل.
- اشتراكية أبي ذر الغفاري.